# Natalie Coughlin
Pour les articles homonymes, voir Coughlin.
Natalie Coughlin, née le 23 août 1982 à Vallejo (Californie), est une nageuse américaine.

## Biographie
Elle est la première femme à être descendue sous la minute sur 100 m dos. Lors des Jeux olympiques d'été de 2004 à Athènes, elle obtient 5 médailles, avec principalement un titre olympique sur le 100 mètres dos. Elle prend ainsi sa revanche sur des mondiaux 2003 en partie ratés, étant diminuée par la grippe. Elle y obtiendra toutefois deux médailles avec les relais : or sur 4 × 100 m nage libre et argent du 4 × 100 m 4 nages.
Lors des championnats du monde de natation 2005 à Montréal, elle obtient à nouveau 5 médailles.
Le 17 février 2008, équipée de la nouvelle combinaison Speedo LZR Racer, elle bat à nouveau son record du monde du 100 m dos en 59 s 21 à Columbia, États-Unis.

## Palmarès

### Jeux olympiques d'été
- Jeux olympiques d'été de 2004 à Athènes  Grèce
  -  médaille d'or sur 100 m dos (1 min 00 s 37)
  -  médaille d'or au relais 4 × 200 m nage libre (7 min 53 s 42)
  -  médaille d'argent au relais 4 × 100 m nage libre (3 min 36 s 39)
  -  médaille d'argent au relais 4 × 100 m 4 nages (3 min 59 s 12)
  -  médaille de bronze sur 100 m nage libre (54 min 40 s)

- Jeux olympiques d'été de 2008 à Pékin  Chine
  -  médaille d'or du 100 m dos.
  -  médaille d'argent du relais 4 × 100 m nage libre.
  -  médaille de bronze du 200 m 4 nages
  -  médaille de bronze du 100 m nage libre

### Championnats du monde

#### En grand bassin
- Championnats du monde 2001 à Fukuoka (Japon) :
  -  médaille d'or sur 100 m dos (1 min 0 s 37)
  -  médaille d'argent au relais 4 × 100 m quatre nages (4 min 1 s 81)
  -  médaille de bronze sur 50 m dos (28 s 54)

- Championnats du monde 2003 à Barcelone (Espagne) :
  -  médaille d'or au relais 4 × 100 m nage libre (3 min 38 s 09)
  -  médaille d'argent au relais 4 × 100 m 4 nages (4 min 0 s 83)

- Championnats du monde 2005 à Montréal (Canada) :
  -  médaille d'or au relais 4 × 200 m nage libre (7 min 53 s 70)
  -  médaille d'argent sur 100 m nage libre (54 s 74)
  -  médaille d'argent au relais 4 × 100 m 4 nages (3 min 59 s 92)
  -  médaille de bronze sur 100 m dos (1 min 0 s 88)
  -  médaille de bronze au relais 4 × 100 m nage libre (3 min 38 s 31)

- Championnats du monde 2007 à Melbourne (Australie) :
  -  médaille d'or sur 100 m dos (59 s 44 RM)
  -  médaille d'or au relais 4 × 200 m nage libre (7 min 50 s 09 RM)
  -  médaille d'argent au relais 4 × 100 m nage libre (3 min 35 s 68)
  -  médaille d'argent au relais 4 × 100 m 4 nages
  -  médaille de bronze sur 100 m papillon (57 s 34)

- Championnats du monde 2011 à Shanghai (Chine) :
  -  médaille d'or au relais 4 × 100 m 4 nages (3 min 52 s 36)
  -  médaille d'argent au relais 4 × 100 m nage libre (3 min 34 s 47)
  -  médaille de bronze sur 100 m dos (59 s 15)

- Championnats du monde 2013 à Barcelone (Espagne) :
  -  Médaille d'or au relais 4 × 100 m nage libre (3 min 32 s 31)

#### En petit bassin
- Championnats du monde en petit bassin 2010 à Dubaï (Émirats arabes unis) :
  -  médaille d'or sur 100 m dos (56 s 08)
  -  médaille d'argent du relais 4 × 100 m quatre nages (3 min 48 s 36)
  -  médaille d'argent du relais 4 × 100 m nage libre (3 min 29 s 34)
  -  médaille de bronze sur 100 m nage libre (52 s 25)

## Records

### Bassin de 50 m

#### 100 m dos
- Record du monde en 59 s 44 le 27 mars 2007 à Melbourne  Australie
- Record du monde en 59 s 21 le 17 février 2008 à Columbia  États-Unis

### Bassin de 25 m
- 100 m dos record du monde en 56 s 71 le 23/11/2002 à New York  États-Unis
- 200 m dos record du monde en 2 min 03 s 62 le 28/11/2001 à New York  États-Unis
- 100 m 4 nages record du monde en 58 s 80 le 23/11/2002 à New York  États-Unis